# Zwangsarbeiterlager Bornumer Holz
Das Zwangsarbeiterlager Bornumer Holz war ein in der Zeit des Nationalsozialismus bestehendes Zwangsarbeiterlager in Hannover. Das nach der Deutschen Arbeitsfront (DAF) benannte Lager im Bornumer Holz wurde auch als „DAF-Lager Bornumer Holz“ und englisch als DAF-Gemeinschaftslager, Camp 4, Bornumer Holz, Hannover-Koertingsdorf bezeichnet. In dem Gemeinschaftslager „für französische, italienische, polnische und sowjetische ZwangsarbeiterInnen“ – Teil der Lagergemeinschaft Hannover und unter der Adresse Auf der Kuhbühre betrieben, das damals noch zu Körtingsdorf gehörte – wurden bis zu 3250 Zwangsarbeiter und Zwangsarbeiterinnen untergebracht.
Während des Zweiten Weltkrieges wurden im Juni 1942 mitten im Bornumer Holz zwei Großzelte zur vorübergehenden Unterbringung von etwa 250 Zwangsarbeitern errichtet. Im Dezember 1942 erfolgte der Bau eines Barackenlagers auf einer gepachteten, knapp 1½ Hektar großen Brachfläche unmittelbar östlich des Sportplatzes des damaligen Turnvereins Körtingsdorf. Im Februar 1943 wurde das Gelände auf die südlich angrenzende und die nach Osten bis zum Salinenweg reichenden Flächen erweitert.
Dort „wohnte“ auch der am 31. Oktober 1919 in der Tschechoslowakei geborene und nach dem Ersten Weltkrieg mit seiner Familie nach Troyes in Frankreich emigrierte Jean Fürst. Er war gelernter Textilarbeiter und wurde nach der Besatzung seiner Wahlheimat durch die Wehrmacht nach Hannover verschleppt, um dort für die Hanomag zu arbeiten. Er wurde im DAF-Lager Bornumer Holz untergebracht. Nach dem Hanomag Barackenlager Schlorumpfsweg wurde er ab dem 25. Februar 1943 in der Lagergemeinschaft Auf der Kuhbühre untergebracht.
In der Hanomag lernte Jean Fürst den ebenfalls dort tätigen heimlichen Widerstandskämpfer Karl Nasemann kennen, dem er unter anderem beim Bau von Nasemanns Schrebergarten-Haus in der Kleingarten-Kolonie Rabenhorst half. Jean Fürst erhielt von seinem Vater aus Frankreich Konservendosen zugesandt, in denen kleine Mitteilungen verborgen waren, darunter die, „daß am 25. Juli 1943 etwas Besonderes passieren würde.“ Tatsächlich wurde an jenem Tag Mussolini in Sizilien gestürzt und verhaftet und in Hannover erfolgte der erste große Tagesangriff durch amerikanische Bomber. Als den französischen Fremdarbeitern im selben Jahr 1943 ein kurzer Heimaturlaub gewährt wurde, nutzte Jean Fürst die Gelegenheit zum Abtauchen. Die französische Untergrundbewegung versteckte ihn vor der „mit den Deutschen kollaborierenden Vichy-Polizei.“
In der unmittelbaren Nachkriegszeit unter der Britischen Militärregierung wurden im Juni 1945 unter den 93 „amtlichen“ Ausländer-Lagern, zu denen auch das Bornumer Holz benannte gehörte, noch 1092 Displaced Persons (DP) gezählt.